# Isabel Fernández de Amado Blanco
Isabel Fernández de Amado Blanco (nacida como Isabel Fernández de Castro, La Ferreria, 25 de julio de 1910 - La Habana, 5 de marzo de 1999) fue una periodista, escritora y directora de teatro española. Es una figura fundamental para el contexto cultural cubano del siglo XX, debido a sus contribuciones literarias y periodísticas en La Habana.

## Vida personal
Obtuvo el título de Bachiller en Oviedo y estudió en la Facultad de Filosofía y Letras de la Universidad de Madrid. Se graduó en 1932 con la tesis “La moda y sus tiempos”.
En 1930 contrajo matrimonio con el periodista Luis Amado-Blanco Fernández. En el verano de 1934, lo acompañó en su viaje a Cuba, donde fue enviado por el Heraldo de Madrid para recoger información sobre la Revolución del 33.
La pareja emigró finalmente a Cuba a comienzos de octubre de 1936, exiliados ante la irrupción de la Guerra Civil en España y después de haber pasado por Francia. Entonces ya tenían a su hijo Raúl Amado-Blanco y en Cuba nació Germán Amado-Blanco.
También acompañó a su esposo en sus funciones diplomáticas como embajador en Lisboa. Luis Amado-Blanco pasó a ser embajador permanente en la UNESCO y en el Vaticano, aunque solo conservaría el segundo cargo, que condujo a la familia a residir en Italia hasta su fallecimiento en 1975.

## Reseña biográfica
En 1933 colaboró en la sección femenina del Diario de Madrid en temas relacionados con la moda bajo el seudónimo de Isabel d'Espín, segundo apellido de su abuelo paterno.
Durante su residencia en La Habana se vinculó con el Lyceum y Lawn Tennis Club del Vedado donde ocupó la presidencia en dos ocasiones entre 1945 y 1955. Dirigió durante tres años la revista Lyceum. Además, ocupó distintos cargos en el Patronato del Teatro. Entre 1944 y 1948, realizó el montaje, dirección, adaptación y traducción de varias obras de Rachel Crothers, José López Rubio, Carlos Arniches, Jacinto Benavente, Rafael Suárez Solís y Luis Amado-Blanco.
Entre 1947 y 1950 desempeñó la cátedra de Historia del Traje en el Teatro en la Academia Municipal de Artes Dramáticas de La Habana. Avanzó en su pasión por la moda y consiguió reconocimiento internacional gracias a su papel como coordinadora de modas en la tienda Fin de Siglo. Trabajó con el modisto francés Pierre Balmain.
Después de su regreso a La Habana tras el fallecimiento de su esposo, Luis Amado Blanco, en 1975,  trabajó en el Instituto Superior de Relaciones Internacionales Raúl Roa (ISRI) del Ministerio de Relaciones Exteriores (MINREX), donde fue profesora de Protocolo.

## Publicaciones y obras
En colaboración con la directora de televisión y teatro Cuqui Ponce de León, estrenó dos comedias originales de ambiente habanero, tituladas Lo que se dice y El qué dirán.
Entre sus publicaciones más destacadas se encuentra su libro Más belleza para ti (1968). En el ámbito periodístico destacan dos ensayos: La guayabera y la bata (1948), referente a la prenda nacional, y Medio siglo de moda.
En los inicios de la televisión cubana, redactó libretos durante dos años para un programa dramático. También colaboró en la revista de temas femeninos Vanidades.

## Hechos curiosos
Fundó la institución de modas La Maison, donde fue asesora hasta su jubilación en 1989.
Desde Roma poseyó la corresponsalía de la sección femenina de la revista Mujeres, de La Habana.
En agosto de 1948, el octavo número de la revista habanera Prometeo dedicó su sección "Figuras de nuestra escena" a la exiliada republicana Isabel Fernández.

## Premios y distinciones
- En la temporada anual 1946-1947 obtuvo el premio Talía por la dirección de El Loco del año,[7] de ambiente avilesino, obra original del escritor y dramaturgo Rafael Suárez Solís.[5]
- Fue galardonada con el premio Tablado por el diseño de vestuario en La dama de las camelias.[3]
- Por su labor periodística recibió los galardones de Periodista Destacada que concede la Unión de Periodistas de Cuba (UPEC) en los años 1969, 1979 y 1971.[5]